# Darick Robertson
Pour les articles homonymes, voir Robertson.
Darick Robertson est un dessinateur américain de comics. D'abord dessinateur et encreur, il s'est lancé récemment dans la scénarisation.
Après avoir travaillé pour plusieurs éditeurs, il a été le dessinateur d'une série a succès chez Dynamite Entertainment, The Boys.

## Biographie

### Débuts
Fan de l'idée d'animaux combattants comme les Tortues Ninja, Robertson crée Space Beaver (un castor de l'espace armé).
Il a travaillé ensuite pour DC comics sur Justice League, et finit par partir de chez l'éditeur vers son concurrent Marvel. Là, il signe un épisode de Wolverine avant de passer au titre New Warriors et enfin sur plusieurs titres de Spider-Man. 

### Séries
Pour Malibu Comics, il travailla sur Night Man, c'est là qu'il rencontre Warren Ellis.
Les deux hommes vont créer chez DC puis après annulation, chez Vertigo la série Transmetropolitan qui les fera connaitre. L'histoire de Spider Jerusalem, journaliste du futur luttant contre la corruption. La série montre déjà le goût de Ellis et de Robertson pour des personnages réalistes très ancrés dans un monde sombre et sans concessions.
Dans le même esprit, après la fin de la série, par l'intermédiaire de Warren Ellis, il rencontre Garth Ennis avec qui il collabore sous le label Marvel MAX, sur les personnages de Nick Fury puis du Punisher. Il travaille aussi pour Marvel sur la série Wolverine et Diablo.

### Actualités
Fort de leur succès, tous deux créent The Boys pour DC. Une série hyper violente et malpolie rassemblant leurs deux parts d'humour noir et dessins frappants. DC arrête la publication au bout de six numéros, mais Dynamite Entertainment la reprend et The Boys devient un grand succès critique et commercial qui dure encore aujourd'hui. La série a été nommée pour un Eisner Award en 2008.
Robertson commence aussi à se montrer du côté du scénario avec Conan chez Dark Horse comics.
En 2009, il écrit et dessine Conan and the Mad King of Gaul, suivi en 2010 par Conan : The Weight of the Crown où son style sert bien les débuts du barbare comme roi.

## Publications
- Space Beaver #01-11 Ten Buck Comics (1986), puis AIT/Planet Lar (2000)
- DC Comics
  - Justice League Europe #29-35 DC Comics (1991-1992)
  - Justice League: Midsummer's Nightmare #1-3 (1996)
  - Transmetropolitan #01-60 (1997-2002), sous le Label Helix
- Malibu Comics
  - Solution #0-4 (1993)
- Marvel Comics
  - Wolverine (volume 2) #54, 58-59 (1992)
  - New Warriors #26-50, Annuals 3-4 (1992-1994)
  - Spider-Man: The Power Of Terror #1-4 (1995)
  - Spider-Man: The final adventure #1-4 (1996)
  - Fury #1-6 (2001-2002), sous le Label MAX
  - The Punisher (volume 6) #15-17 (2002)
  - Wolverine (volume 3) #01-06, 13-19 (2002, 2004)
  - Born (Punisher) #1-4 (2004), Marvel MAX
  - Nightcrawler #01-12 (2004-2005)
  - Toxin The Devil You Know (Spider-Man) #1-6 (2005)
  - Fury: Peacemaker #1-6 (2006)
- Dynamite
  - The Boys #01-59... (2006-2011...)
  - The Boys: Herogasm #1-5 (2009)
  - The Boys: Highland Laddie #1-6 (2010)
  - The Boys: Butcher, Baker, Candlestick Maker #1-6 (2011)
- Dark Horse
  - Conan: The Mad King of Gaul (2009), dessins et scénario
  - Conan: The Weigh of the crown (2010), dessins et scénario
- Image Comics

- happy! (mini-série ) #1-4(2012–2013),dessin